# Hartmut Plaas
Hartmut Plaas (* 11. Oktober 1899 in Arnsberg; † 19. Juli 1944 in Ravensbrück) gehörte in der Weimarer Republik zu den terroristischen Kämpfern gegen die neue Republik. Er war Mitglied der Marine-Brigade Ehrhardt, nahm am Kapp-Putsch teil und an Mordaktionen der Nachfolgegruppe der Marinebrigade, der Organisation Consul, unter der Führung Hermann Ehrhardts. Danach war er Redakteur verschiedener nationalrevolutionärer Zeitungen und Publikationen im rechtsradikalen Milieu zwischen den völkisch-radikalen Freikorps, Wehrverbänden und Geheimbünden sowie der NSDAP. In der NS-Zeit war er Abteilungsleiter in Görings Forschungsamt, gehörte dennoch zu den Gegnern Hitlers mit Verbindungen zum Widerstand gegen den Nationalsozialismus. Deswegen erschossen die Nationalsozialisten Plaas am 19. Juli 1944 ohne Gerichtsverhandlung im KZ Ravensbrück.

## Leben

### Jugendjahre und Erster Weltkrieg
Hartmut Plaas war der Sohn des königlich preußischen Oberförsters Karl Arnold Plaas († 1914). In Kiel besuchte er die Oberrealschule bis Unterprima und meldete sich 1916 als Kriegsfreiwilliger. Bei Kriegsende war er Fähnrich zur See auf dem Kleinen Kreuzer Cöln. Im Dezember 1918 kehrte er als Leutnant zur See nach kurzer Internierung in Scapa Flow nach Deutschland zurück.

### Radikaler Gegner der Weimarer Republik
„Nach einem kurzen Gastspiel als landwirtschaftlicher Eleve“ trat er im September 1919 in die „Offiziers-Sturmkompanie“ der Marine-Brigade Ehrhardt ein, die sich seit ihrer Aufstellung Anfang 1919 in Wilhelmshaven den zweifelhaften Ruf der schlagkräftigsten und am stärksten konterrevolutionär motivierten Einheit insbesondere seit der brutalen Niederschlagung der Münchner Räterepublik erworben hatte und bald den Prototyp des Freikorps schlechthin verkörperte. In Berlin, wo die Truppe im nahen Lager Döberitz einquartiert war, fielen insbesondere die Mitglieder der „Offiziers-Sturmkompanie“ durch ihr provokatives Auftreten negativ auf, als sie jüdische Bürger und solche, die sie dafür hielten, verprügelten und Versammlungen demokratischer Parteien sprengten. Im März 1920 nahm Plaas mit der Marinebrigade am Kapp-Lüttwitz-Putsch teil, nach dessen Scheitern die Brigade auf Befehl von Noske nach Munsterlager verlegt und dort aufgelöst wurde. Unter den Enttäuschten kam es zu einem Schlüsselerlebnis: Antibürgerliche Ressentiments und der Generationenkonflikt ließen bei den jungen Freikorpsmitgliedern das Gefühl entstehen, dass mit den alten Eliten in der Administration, den Parteien und dem Militär kein radikales Handeln mehr möglich sei. Ausdruck fand diese Haltung in der Beschwörung der Tat, der Aktion um der Aktion willen. Sie, die häufig wie Landsknechtshaufen des Dreißigjährigen Krieges aufgetreten waren, standen vor dem beruflichen Nichts. „Prekär war die Lage für diejenigen, die wie beispielsweise Salomon, Plaas, Liedig oder Heinz quasi von der Schulbank weg in den Krieg gezogen waren und sich ohne berufliche Ausbildung in einem krisengeschüttelten Staat wiederfanden.“ Plaas hielt sich 1920/21 als Notstandsarbeiter in Oberbayern mühsam über Wasser.
Der Zusammenhalt ging dennoch nicht verloren. Wenige Monate nach Auflösung der Brigade wurde die Organisation Consul (OC) gegründet, die gefährlichste rechtsradikale Geheimorganisation der Weimarer Republik, die auch für die Morde an Matthias Erzberger (26. August 1921) und Walther Rathenau verantwortlich war und der auch Plaas angehörte. Seit Januar 1922 war er Adjutant des Kapitänleutnants a. D. Karl Tillessen, der als Leiter der OC in Westdeutschland fungierte. Wie die meisten aus dem inneren Zirkel der OC war Hartmut Plaas seit dem Zweckbündnis zwischen Ehrhardt und Hitler (Sommer 1921) der NSDAP beigetreten und hatte sich bei der Gründung nationalsozialistischer Ortsgruppen in Oberbayern hervorgetan. Zum 7. März 1921 trat Plaas der NSDAP bei (Mitgliedsnummer 3.021).
Auf Anweisung der OC-Zentrale gründete er zusammen mit Karl Tillessen die erste Ortsgruppe der NSDAP in Frankfurt a. M. Er übernahm die Schriftleitung der antisemitischen Zeitung Völkische Rundschau, die von den örtlichen Funktionären des Deutschvölkischen Schutz- und Trutzbundes getragen wurde.
Als Adjutant von Karl Tillessen, der die Gelder für Durchführung des Attentats auf Rathenau am 24. Juni 1922 und Flucht der Attentäter besorgt hatte, war Plaas in das Verbrechen verwickelt. Er wurde noch am selben Tag in Frankfurt verhaftet und im Oktober 1922 wie Tillessen wegen „Nichtanzeigen eines Verbrechens“ vor dem neuen Staatsgerichtshof zum Schutz der Republik in Leipzig zusammen mit zwölf anderen Mittätern angeklagt. Plaas wurde nur wegen „Mitwisserschaft“ zu zwei Jahren Gefängnis verurteilt. Die Strafen für Tillessen und Plaas, so kommentierten abschließend einige Zeitungen, stünden nicht im Verhältnis zur tatsächlichen Schuld der beiden.
Nach der Entlassung aus dem Gefängnis wurde er Bezirksleiter Thüringen des Bundes Wiking, einer Nachfolgeorganisation der verbotenen OC. Der Bund Wiking wurde 1926 in Preußen und anderen Ländern des Deutschen Reiches verboten. Im Frühjahr 1928 musste Ehrhardt nach Protesten von Stahlhelm-Mitgliedern allerdings den Bund Wiking ganz auflösen, nachdem eine Kooperation mit dem Roten Frontkämpferbund bekannt geworden war, die auf den Einfluss des nationalbolschewistischen Kurses von Plaas zurückging, nachdem dieser Ende 1927 politischer Referent von Ehrhardt geworden war.
Nach der Auflösung traten Wiking-Ortsgruppen geschlossen zur NSDAP über, Plaas selbst schloss sich allerdings offenbar nicht mehr der neugegründeten Partei an. Um die in der NSDAP, im „Stahlhelm“ und anderen rechtsradikalen Gruppierungen verstreute Truppe der ehemaligen „Wikinger“ zu informieren und einen gewissen organisatorischen Zusammenhalt aufrechtzuerhalten, wurde das Mitteilungsblatt des thüringischen „Wiking“, der „Vormarsch“, dazu ausgesucht. Ernst Jünger und Werner Lass übernahmen die Redaktion. Freie Mitarbeiter waren der Graphiker A. Paul Weber und Plaas, dessen scharf national-revolutionäre Artikel das Profil des neuen Verbandsorgans bestimmten. Hier veröffentlichte Plaas (als Herausgeber) auch eine Sammlung von Aufsätzen über die Haftzeit verurteilter Republikgegner und mit Beiträgen von Sympathisanten unter dem reißerischen Titel „Wir klagen an. Nationalisten in den Kerkern der Bourgeoisie“ (mit Beiträgen von Plaas, Bormann, Ehrhardt, Goebbels, Hauenstein, von Killinger, von Salomon, der das Buch redigierte, Stein-Saaleck, Stucken, Techow und Zoeller).
Als sich mit der seit 1927 vertiefenden Agrarkrise die Landvolkbewegung, zuerst in Schleswig-Holstein, radikalisierte, geriet sie schnell unter den Einfluss rechtsgerichteter Organisationen. Die Landvolkbewegung ihrerseits knüpfte Verbindungen zu Mitgliedern der ehemaligen OC und ging 1928 zu Sprengstoffanschlägen über. Wegen des inzwischen von Hitler durchgesetzten sogenannten Legalitätskurses der NSDAP fühlten sich diejenigen Nationalsozialisten, die mit der radikalen Landvolkbewegung sympathisierten, von der Parteiführung verraten. Plaas sympathisierte offen mit der Landvolkbewegung und redigierte 1930 „Die schwarze Fahne. Zeitung des Schlesischen Landvolkes“. Seine strikte Ablehnung der Weimarer Republik beziehungsweise von deren politischen Eliten zeigt sich im folgenden Zeitungszitat aus dieser Zeit:

„Raub- und Lustmörder begnadigt ihr. Dirnen und Zuhälter macht ihr zu Helden eurer Theaterstücke. Für Massenbetrüger vom Schlage der Barmat und Sklarek habt ihr Bewährungsfrist, für Mädchen- und Kinderschänder mildernde Umstände. […] Nur der Bauer gilt euch nichts.“

Im Machtkampf zwischen den Brüdern Gregor und Otto Strasser und Hitler sympathisierte Plaas mit Otto Strasser bzw. mit dem „linken“ Flügel der NSDAP und arbeitete als Redakteur bei Zeitungen, die diese Position vertraten: „Arbeiter, Bauern, Soldaten. Nationalsozialistisches Kampfblatt“ (9. April – 28. Mai 1931), „Das National-Sozialistische Montagsblatt“ (1. Juni 1931) (Nachfolgeblatt), und „Das Montagsblatt. Unabhängige Zeitung für nationale und soziale Politik“ (28. Dezember 1932) (Nachfolgeblatt).
Nach der parteiinternen Niederlage des linken, nationalrevolutionären Strasser-Flügels im Sommer 1931 gründete die Anhängerschaft Ehrhardts im Dezember 1931 die „Gefolgschaft e. V.“. Der Name, der auf eine Anregung von Plaas zurückging, sollte statt eines klaren politischen Profils die persönliche Treuebindung an den Führer Ehrhardt symbolisieren. Die Satzung der Gefolgschaft entpuppte sich als Sammelsurium widersprüchlichster Programmpunkte: Ablehnung von Klassenkampf und internationalem Kapitalismus, Parlamentarismus und Parteienherrschaft. Man gab sich staatsbejahend und überparteilich, kam aber über das alte Konzept der außerparlamentarischen Opposition einer kleinen Elite kaum hinaus.

### Geheimer Widerstand im Forschungsamt, 1934–1944
Die Wahlerfolge und die „Machtergreifung“ der NSDAP sah Plaas mit gemischten, eher neidischen Gefühlen. So notierte er im April 1932 in seinem Tagebuch: „Welch ein Aufstieg in zehn Jahren. Aber typisch Masse.“
Ideologisch fühlte er sich als Teil der geistigen Elite und Anhänger der konservativen Revolution, die den vulgären Populismus der Nazis verachteten.
Nach der Neuaufstellung der „Brigade Ehrhardt im Verbande der SS“ im Sommer 1933, die von Himmler befürwortet wurde, war auch Plaas automatisch SS-Mitglied geworden (SS-Nummer 172.053), obwohl Ehrhardt und er noch bei der letzten Reichspräsidentenwahl 1932 für Hindenburg und vehement gegen Hitler geworben hatten. Göring protestierte gegen die Aufnahme von Ehrhardt, Plaas und anderen in die SS. Er hielt es in einem Fernschreiben an Himmler „[…] fuer ausgeschlossen einen der schaerfsten und verschlagendsten feinde unserer bewegung aufzunehmen stop sein ziel war niemals offener kampf gegen uns sondern versuch innerer zersetzung und aufloesung stop vermute dass diese methode nach aufnahme mit groesseren [sic] erfolg fortgesetzt wird.“ Freunde wie Salomon und Hielscher berichteten nach 1945, dass unter der Regie von Plaas gezielt oppositionelle Gegner der NSDAP von rechts und links in die neue SS-Brigade aufgenommen worden seien, um im März 1934 gegen das Regime zu putschen. Himmler, immerhin beunruhigt, besuchte kurz vor Weihnachten inkognito ein Lager der Brigade, wo er mit Entsetzen feststellte, dass „die Messer, die da gewetzt wurden“, nicht seine Messer waren, „aber die Köpfe, denen man da an den Hals wollte, das waren seine Köpfe, vom geliebten Führer angefangen bis zu ihm selber“. Am 1. Februar 1934 erfolgte dann die endgültige Auflösung der Brigade mit sofortiger Wirkung und ohne Angabe von Gründen durch Himmler. Dies ist wohl ein Indiz für das Vorhandensein von Umsturzplänen. Interessierten Brigademännern wurde aber die individuelle Aufnahme in die SS angeboten. Plaas blieb auf Geheiß von Ehrhardt in der SS.
Über Canaris gelang es Ehrhardt, Plaas eine leitende Stellung im neuen Forschungsamt (FA) zu verschaffen, was nicht allzu schwierig war, da während der Aufbauphase der Bedarf an qualifizierten Mitarbeitern groß war. Auch der ehemalige Generalstabsoffizier Hans Oster kam so wieder zu einer neuen Karriere. Das Forschungsamt, das zur Tarnung und nur dem Namen nach zum Reichsluftfahrtministerium gehörte, unterstand Göring und zapfte, unter anderem, die Telefonanschlüsse „verdächtiger“ Bürger an, wenn dies von der Gestapo beantragt worden war. Plaas blieb SS-Sturmhauptführer z. b. V., obwohl in Görings Forschungsamt aus Konkurrenzgründen SS-Mitglieder nicht gern gesehen waren. 1936/37 erfolgte Plaas’ Beförderung zum Regierungsrat, 1939/40 zum Oberregierungsrat, und 1941 wurde er Leiter der Abteilung 13 „Innenpolitische Auswertung (Staatssicherheit)“. Seine Freundschaft mit Canaris sicherte ihm eine starke Position im Forschungsamt. Bei ihm liefen viele Fäden zusammen: Für die SS-Führung war er Ansprechpartner, im FA galt er als enger Vertrauter des Chefs der Abwehr, und Canaris besaß einen engen Vertrauten in der Abhörzentrale des Reiches.
Damit hatte er als Leiter gerade der Innenpolitischen Abteilung Zugang zu vielen FA-Geheimnissen, was dem Widerstand zugutekam: Plaas warnte Betroffene, wenn die Gestapo Antrag auf deren telefonische Überwachung gestellt hatte, obwohl der Verrat von Amtsgeheimnissen des FA mit der Todesstrafe bedroht war. Seinem ehemaligen FA-Kollegen Hans Oster und seinem Freund Wilhelm Canaris ließ er wichtige Informationen zukommen, die so stets gut darüber informiert waren, was das FA und die Gestapo gegen die Widerständler vorhatten. Die militärischen Widerstandsgruppen konnten den Umsturz planen; sie wussten: „Plaas paßt auf.“
Als die Offiziersfronde um Canaris und Oster nach dem Fall von Stalingrad 1943 endlich eine reelle Chance für einen erfolgreichen Umsturz sah und nicht bemerkte, wie sich die Schlinge der Gestapo enger um die immer leichtsinniger agierenden Konspirateure zog, kamen aus der Abhörzentrale Warnungen von Plaas via Ludwig Gehre, der zum Widerstandskreis um Oberst Oster gehörte, über abgehörte Gespräche der Verschwörer. Er ließ immer wieder einzelne Verschwörer wie Beck, von Moltke, Goerdeler, von Hassell, Halder, von Dohnanyi, von der Schulenburg und die Angehörigen insbesondere des Solf-Kreises vor Observationen und allzu offenherzigen Ferngesprächen warnen.

### Das Ende
Nachdem in den Widerstandskreis um die Botschafterwitwe Hanna Solf der Spitzel Paul Reckzeh von der Gestapo eingeschleust worden war, beantragte die Gestapo beim Forschungsamt die Telefonüberwachung der Mitglieder. Weil einige von diesen plötzlich in sehr auffälliger Weise politische Themen am Telefon mieden, ging die Gestapo bald davon aus, dass die Betroffenen gewarnt worden waren. Man vermutete spätestens seit Ende 1943 eine undichte Stelle im Forschungsamt. Der immer mehr in Verdacht geratene Plaas, Leiter der Abteilung „Innere Sicherheit“, wurde mehrmals zu Gestapo-Chef Heinrich Müller zitiert. Im März 1944 wurden Gehre und Plaas im Zusammenhang mit dem Zugriff auf den Solf-Kreis schließlich verhaftet. Die Aussagen von Otto Kiep, der zum Solf-Kreis gehörte, und Helmuth James Graf von Moltke, der diesen gewarnt hatte, hatten die Gestapo auf die Spur von Gehre und Plaas geführt.
Plaas wurde im KZ Ravensbrück inhaftiert und nach langen und „verschärften“ Verhören, zu denen sich sogar Müller eingefunden haben soll, am 19. Juli 1944 ohne vorhergehendes Gerichtsverfahren erschossen. Die Umstände des ganzen Falles sind mysteriös. Weder Göring noch die Amtsleitung des FA waren von der Verhaftungsaktion informiert. Umstände und Zeitpunkt ließen nach dem Kriege Gerüchte aufkommen, dass Himmler von dem Stauffenberg-Attentat am 20. Juli gewusst und mit Plaas einen für ihn gefährlichen Zeugen für seine Mitwisserschaft an den Umsturzplänen noch kurz zuvor liquidiert habe. Bis kurz vor Plaas’ Tod wurde weder Angehörigen noch Freunden der Aufenthaltsort des Verhafteten mitgeteilt; nach seiner Ermordung wurde dem Bruder Witram Plaas die Herausgabe der Leiche verweigert. Der Witwe zahlte das FA zunächst, was sehr ungewöhnlich war, das volle Gehalt weiter und beantragte eine Unterstützung in Höhe des vollen Witwengeldes.

## Würdigung
Gerhard Schulz zählt Plaas zur Richtung der Jungkonservativen mit nationalistisch-revolutionären Zügen. Sie seien zwar Gegner der Weimarer Republik seit ihrer ersten Stunde gewesen, aber sie seien auch Gegner des nationalsozialistischen Systems geblieben und hätten neben verfolgten Geistlichen, Kommunisten und Sozialdemokraten das vierte bedeutsame Element eines permanenten Widerstandes gebildet.
Susanne Meinl, die 1997 mit der Dissertation Nationalsozialisten gegen Hitler – Die Entwicklung der Nationalrevolutionäre am Beispiel der politischen Karriere des Friedrich Wilhelm Heinz bei Hans Mommsen promovierte, stellt eher die individuellen Erlebnisse und Erfahrungen der einstigen Ehrhardt-Gefolgschaft, darunter Plaas, in den Jahren der Weimarer Republik heraus und attestiert ihr, dass sie in der NS-Zeit die zögernde Majorität des nationalkonservativen Widerstandes unablässig zur Aktion drängte, ohne dass sie selbst eine geschlossene Widerstandsgruppe mit homogener Zielsetzung bildete.
Wann Plaas vom Konkurrenten der Nationalsozialisten zum konspirativen Widerständler gegen das nationalsozialistische Regime geworden ist, kann zurzeit nicht eruiert werden.

## Werke
- Hartmut Plaas (Hrsg.): Wir klagen an. Nationalisten in den Kerkern der Bourgeoisie. (Mit Beiträgen von Ernst von Salomon, Hartmut Plaas, Martin Bormann, Roderich Zoeller, Gerhard Warneck, Otto Stucken, Heinz Hauenstein, Kapitän Ehrhardt, H.W. Stein-Saaleck, Manfred von Killinger, Hans-Gerd Techow, Joseph Goebbels). Vormarsch Verlag, Berlin 1928. Nachdruck Uwe Berg Verlag, Toppenstedt 2004, ISBN 3-922119-23-9.
- Hartmut Plaas: Nationalrevolutionäre Konsequenzen. In: Wir klagen an. Nationalisten in den Kerkern der Bourgeoisie. (s. o.)
- Hartmut Plaas: Das Kapp-Unternehmen. In: Ernst Jünger (Hrsg.): Der Kampf um das Reich. Berlin 1929.